# NGC 3583
NGC 3583 is een balkspiraalstelsel in het sterrenbeeld Grote Beer. Het hemelobject werd op 5 februari 1788 ontdekt door de Duits-Britse astronoom William Herschel.

## Synoniemen
- UGC 6263
- MCG 8-21-8
- ZWG 242.12
- IRAS11113+4835
- PGC 34232